# Leicester City Football Club 2010-2011
Questa voce raccoglie le informazioni riguardanti il Leicester City Football Club nelle competizioni ufficiali della stagione 2010-2011.

## Divise e sponsor
Lo sponsor tecnico per la stagione 2010-2011 è BURRDA, mentre non è presente nessuno sponsor ufficiale sulle divise per l'intera stagione.
| Casa | Trasferta | Terza divisa |

## Risultati

### Football League Championship

#### Girone di andata
| Arbitro: | Woolmer |

|                              |           |                       |
| Zaha 19’ Ambrose 26’ Lee 41’ | Marcatori | 57’ King 84’ Campbell |

#### Girone di ritorno
| Arbitro: | Williamson |

|            |           |              |
| Oakley 58’ | Marcatori | 31’ Scannell |